# Поллачек, Клара
Клара Поллачек (англ. Clara Pollaczek, полное имя Clara Katharina Pollaczek, урождённая Loeb (Löb); 1875—1951) — австрийская писательница, некоторые её работы подписаны псевдонимами Bob и Bob Béol.
Известна в литературе также из-за отношений с Артуром Шницлером, чьим спутником жизни она стала с 1923 года до его смерти в 1931 году. 

## Биография
Родилась 15 января 1875 в Вене в еврейской семье банкира Луи Лёба (Louis Loeb, 1843—1928), где росла вместе со своими двумя братьями Альфредом и Отто, а также сестрой Анной. Получила первоначальное домашнее образование, лето часто проводила со всей семьёй в Бад-Ишле.
Одаренная и образованная, Клара начала писать в 19 лет, подписываясь мужскими псевдонимами. В апреле 1897 года в литературном журнале Neue Deutsche Rundschau появилась её первая работа «Mimi. Schattenbilder aus einem Mädchenleben». 10 мая 1898 года она вышла замуж в синагоге Штадттемпель за Отто Поллачека (Otto Pollaczek), родившегося в Праге и ставшего наследником крупнейшего оптового торговца кожей. В 1899 году у них родился ее первый сын — Герман Эрих, в 1902 году второй —  Карл Фридрих. Семья жила в Вене собственном доме на улице Blumauergasse. Брак Клары не был счастливым — Поллачек вскоре изменил ей во время второй беременности, отправившись на отдых со своей возлюбленной. В 1907 году его компания столкнулась с финансовыми трудностями, и 17 апреля 1908 года Отто Поллачек покончил с собой. Клара уехала из его дома к своим родителям, оставшись без дохода с небольшим денежным запасом. 
После Первой мировой войны финансовое положение семьи ухудшилось. Ей пришлось продать свои украшения и покинуть дом родителей, который был продан впоследствии  1928 году. Некоторое время она жила в отеле, прежде чем переехать в небольшую квартиру в восемнадцатом округе Вены. Чтобы поддержать семью, в 1924 году она вернулась к писательской деятельности, также работая переводчиком. В 1920—1930 годах она публиковала рассказы, новеллы и стихи в престижной ежедневной газете Neue Freie Presse; написала несколько романов, приобретя большое количество преданных ей читателей.

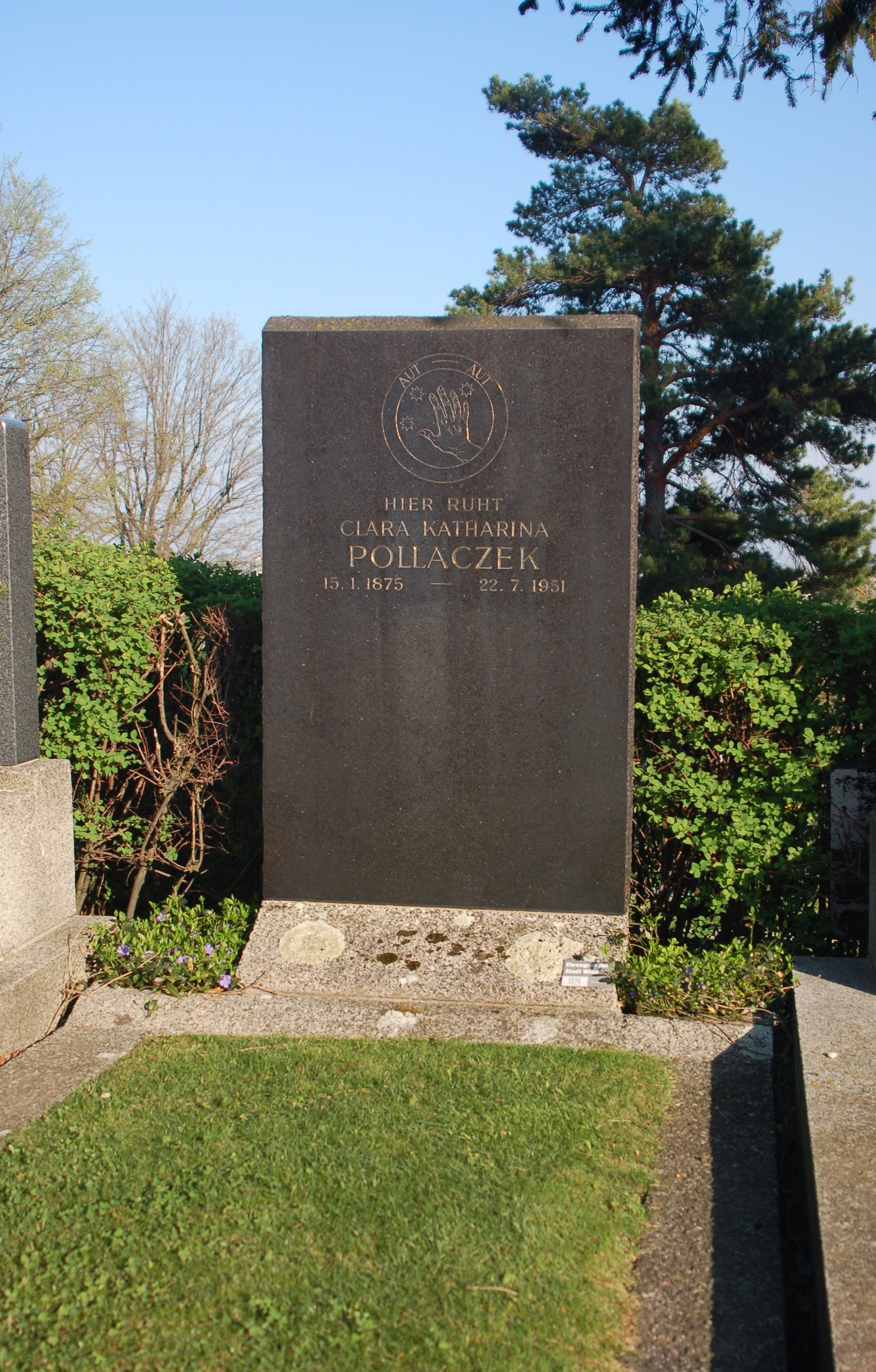
Могила Клары Поллачек

После аншлюса Клара Поллачек подверглась антисемитским преследованиям. Возможно, ей помог выжить чехословацкий паспорт, полученный в результате брака с Отто Поллачеком. Через два после оккупации Австрии она переехала в Прагу, где жила пока Германия не заняла и эту страну. Поллачек переехала к друзьям в Швейцарию, где, имея финансовую поддержку от родственников, оставалась до конца Второй мировой войны. В 1945 году она присоединилась к своему сыну Карлу, который с семьёй жил в Англии. Её брат Отто Лёб организовал возвращение Клары в Вену в 1948 году.
Клара Поллачек заболела и уже не смогла возобновить литературную карьеру. Многие её коллеги, с которыми она работала до 1938 года, умерли или эмигрировали из страны. Она умерла 22 июля 1951 года в Вене и была похоронена среди других почётных граждан города на межконфессиональном кладбище Sieveringer Friedhof.

### Семья
- Её младший сын Карл Поллачек, который работал врачом, был арестовал гестапо в 1938 году. После освобождения бежал со своей женой и дочерью в Швейцарию, а оттуда — в Великобританию. В 1982 году в автобиографии «Two halves of a Life» он описал историю своей семьи и жизнь его матери во время Второй мировой войны. Старший сын Герман эмигрировал в 1931 году через Гамбург в Аргентину.

- Сестра Анна также имела литературную карьеру, но с меньшим успехом. Она погибла в концентрационном лагере Терезиенштадт. Брат Клары Отто стал адвокатом и жил в Вене. Он пережил годы нацизма, из-за своей выдающейся военной службы во время Первой мировой войны. Занимался юридической практикой как «советник и юрисконсульт для евреев». Другой её брат — Альфред, стал художником, был членом объединения Hagenbund. В 1939 году жил в Лондоне, умер в 1945 году в монастыре.